# William Cooke
William Fothergill Cooke, född 4 maj 1806 i Ealing, Middlesex, England, död 25 juni 1879 i Farnham, Surrey, var en engelsk uppfinnare. Han konstruerade sannolikt den första, vid järnvägarna använda elektriska telegrafen. Tillsammans med Charles Wheatstone, var han meduppfinnaren av Cooke-Wheatstones elektriska telegraf, som patenterades i maj 1837. Tillsammans med John Lewis Ricardo grundade han 1846 Electric Telegraph Company, världens första offentliga telegrafbolag. Han dubbades till riddare 1869.

## Biografi
Cooke var son till en kirurg som senare utnämndes till professor i anatomi vid University of Durham. Han utbildades vid Durham School och vid University of Edinburgh och fyllde 20 år som värvad i den indiska armén. 
Efter fem års tjänst i Indien kom Cooke hem och studerade sedan medicin i Paris och på Heidelberg under Georg Wilhelm Munke. År 1836 kom han i kontakt med elektrisk telegrafi, men då bara experimentell. Munke hade illustrerat sina föreläsningar med en telegrafisk apparat enligt principen som 1835 introducerades av Pavel Schilling. Cooke beslutade att sätta uppfinningen i praktisk drift inom järnvägssystemen och gav upp medicinstudierna.
Tidigt 1837 återvände Cooke till England med referenser till Michael Faraday och Peter Mark Roget. Genom dem introducerades han för Charles Wheatstone, som 1834 gav Royal Society en redogörelse för experiment med elektricitetens hastighet. Cooke hade redan konstruerat ett system för telegrafering med tre nålar enligt Schillings princip och gjort konstruktioner för ett mekaniskt alarm. Han hade också gjort några framsteg i förhandlingar med Liverpool and Manchester Railway Company om användning av hans telegrafer. Cooke och Wheatstone gick i maj 1837 i ett partnerskap där Cooke hanterade affärssidan.
Wheatstone och Cookes första patent togs ut inom en månad och gällde "för förbättringar i att ge signaler och ljudlarm på avlägsna platser med hjälp av elektriska strömmar som överförts genom elektriska kretsar". Cooke testade nu uppfinningen med järnvägsföretagen London and Blackwall Railway, London and Birmingham Railway och Great Western Railway, vilka successivt upplät användning av deras linjer för experimenten. En femnålsmodell av telegrafen gavs upp som för dyr. År 1838 minskade antalet nålar till två, och ett patent för detta togs ut av Cooke och Wheatstone.
Inför en parlamentarisk kommitté för järnvägar 1840 informerade Wheatstone om att han med Cooke hade erhållit ett nytt patent för ett telegrafiskt arrangemang där den nya apparaten krävde endast ett enda par trådar. Men telegrafen var fortfarande för kostsam för allmänna ändamål. År 1845 lyckades emellertid Cooke och Wheatstone konstruera en apparat med en enda nål, som de patenterade, och därmed blev den elektriska telegrafen ett praktiskt hjälpmedel, som snart antogs på alla landets järnvägslinjer.
Under tiden uppstod en prioritetstvist mellan Cooke och Wheatstone. Ett arrangemang kom till stånd 1843 genom vilket flera patent tilldelades Cooke, med förbehåll om en royalty till Wheatstone och 1846 bildade han Electric Telegraph Company tillsammans med Cooke, företaget betalade 120 000 pund för Cooke och Wheatstones tidigare patent.
Cooke försökte senare få en förlängning av de ursprungliga patenten, men rättsliga kommittén för Privy Council beslutade att Cooke och Wheatstone hade fått tillräckligt hög ersättning. Albert Medal of the Royal Society of Arts tilldelades på lika villkor till Cooke och Wheatstone 1867 och två år senare blev Cooke riddare. Wheatstone hade fått samma hedersbetygelse tilldelade året innan.